# Sandblad
Sandblad är en svensk släkt från Västergötland.
Stamfader för släkten är Anders Nilsson, född 1743 och död 1813, som var hemmansägare i Hindstorp, Öglunda socken, i dåvarande Skaraborgs län. Tillsammans med sin första hustru Helena Andersdotter, född 1745 och död 1791, hade han tre söner som tog namnet Sandblad efter Sandtorp i Eggby socken där farfadern Nils Persson och dennes far nämndemannen Per Nilsson var hemmansägare i Snickaregården.
Den äldste av nämnda söner var Anders Sandblad, född 1776 och död 1823, som var filosofie magister och konsistorienotarie. Mellansonen var Nils Sandblad, född 1778 och död 1847, som var grosshandlare samt handels-, politie- och byggningsborgmästare i Stockholm. Den yngste av de tre var Johannes Sandblad, född 1780 och död 1818, som var hemmansägare i Bockaskede, Öglunda socken.

## Stamtavla över kända ättlingar
- Per Nilsson (ca 1675–1751), hemmansägare och nämndeman
  - Nils Persson (född 1716), hemmansägare
    - Anders Nilsson (1743–1813), hemmansägare
      - Anders Sandblad (1776–1823), filosofie magister och konsistorienotarie
        - Fredrika Wilhelmina Sandblad (1823–1914), gift med Nils Carlén, kontraktsprost

      - Nils Sandblad (1778–1847), grosshandlare samt handels-, politie- och byggningsborgmästare i Stockholm
        - Hedda Wilhelmina Sandblad (1811–1883), gift med Nils Gustaf Netzel, grosshandlare, bankdirektör
          - Wilhelm Netzel (1834–1914), läkare, professor

        - Henrik Sandblad (1821–1896), skogsman
        - John Erik Sandblad (1821–1880), grosshandlare och fabrikör, Stockholm
          - Nils Sandblad (1850–1929), kyrkoherde
            - John Sandblad (1879–1950), civilrådman
              - Nils Gösta Sandblad (1910–1963), konsthistoriker, professor
                - Helena Sandblad (1937–1998), bibliotekarie och chef inom SVT

            - Erik Sandblad (1881–1920), jurist och politiker
              - Henrik Sandblad (1912–1991), professor
                - Håkan Sandblad (född 1942), författare

            - Anna Sandblad (1884–1947), barnbokförfattarinna, gift med Alfred Jerdén

      - Johannes Sandblad (1780–1818), hemmansägare i Bockaskede, Öglunda socken